# Weserflug P.2138
O Weserflug P.2138 foi um projecto da Weserflug para um hidroavião gigante, com quatro motores duplos, cujas missões seria de transporte aéreo trans-atlântico e reconhecimento aéreo.